# Sylvie Andrich-Duval
Pour les articles homonymes, voir Duval.
Sylvie Andrich-Duval, née le 31 août 1958 à Dudelange (Luxembourg), est une psychologue et femme politique luxembourgeoise, membre du Parti populaire chrétien-social (CSV).

## Biographie
Née le 22 août 1958 à Dudelange, Sylvia Andrich-Duval a suivi des études de psychologie.
Au niveau local, Sylvie Andrich-Duval est conseillère communale de la ville de Dudelange de septembre 1998 à septembre 2014. À la suite du décès de Nelly Stein survenu le 13 août 2005, elle fait son entrée à la Chambre des députés pour la circonscription Sud, où elle représente le Parti populaire chrétien-social (CSV). Réélue aux élections législatives de 2009 et 2013, elle ne parvient pas à prolonger son mandat à la suite des élections législatives de 2018.

## Décoration
- Officier de l'ordre de Mérite du grand-duché de Luxembourg[3] (Luxembourg, promotion 2011)